# El Salvador nos Jogos Olímpicos de Verão de 1984
El Salvador competiu nos Jogos Olímpicos de Verão de 1984 em Los Angeles, Estados Unidos.  O país retornou às Olimpíadas após perder os Jogos Olímpicos de Verão de 1976 e participar do boicote aos Jogos Olímpicos de Verão de 1980.

## Resultados por Evento

### Atletismo
400 m masculin0
- René Lopez Escobar
  - Eliminatórias — 48.71 (→ não avançou)

Marcha atlética 20 km masculino
- Luis Campos
  - Final — 1:48:45 (→ 37º lugar)

1.500 m feminino
- Kriscia Lorena García
  - Eliminatórias — 4:38.00 (→ não avançou)

3.000 m feminino
- Kriscia Lorena García
  - Eliminatórias — 9.42.28 (→ não avançou)

### Judô
- Juan Carlos Vargas

### Lutas
- Gustavo Manzur

### Natação
100 m costas masculino
- Salvador Salguero
  - Eliminatórias — 1:04.99 (→ não avançou, 38º lugar)

200 m costas masculino
- Salvador Salguero
  - Eliminatóriase— 2:21.75 (→ não avançou, 32º lugar)

100 m borboleta masculino
- Juan Miranda Trejo
  - Eliminatórias — 1:04.33 (→ não avançou, 45º lugar)

200 m borboleta masculino
- Juan Miranda Trejo
  - Eliminatórias — 2:38.32 (→ não avançou, 34º lugar)

### Tiro
- Tulio González Suvillaga